# 戈德
戈德（Gode，索馬里語︰Godey）是埃塞俄比亞歐加登地區的城市，座標5°57′N 43°27′E / 5.950°N 43.450°E，機場有埃塞俄比亞航空的航班定期升降，1968年在城市附近的謝貝利河建橋。根據埃塞俄比亞中央統計局2005年人口普查的資料，戈德人口約68,342，其中男性39,479人，女性28,863人，95.6%是索馬里人。